# Projekt Rastko
Projekt Rastko (srp.: Пројекат Растко - Електронска библиотека српске културе, Projekat Rastko - Elektronska biblioteka srpske kulture) je međumrežna knjižnica koja je posvećena Srbima i srpskoj kulturi, povijesti i umjetnosti. Projekt je dobio ime po narodnom imenu Svetog Save – Rastko Nemanjić. 
Neki od priloga utemeljeni su na velikosrpskom konceptu nijekanja nacionalne i kulturne posebnosti čitavih naroda, te na falsificiranju povijesti.

## Osnivanje i rad
Projektnu dokumentaciju sastavio je tim na čelu sa Zoranom Stefanovićem u kolovozu 1994. godine. Ovu su ideju predstavili na konferenciji „Balkanska kulturna mreža” u Solunu koja se održala u kolovozu 1995. pod pokroviteljstvom grčke vlade. U pilot projetku u studenom 1997. objavljena je elektronska inačica srpskih dramskih pisaca „Biblioteka savremene srpske drame” što se smatra službenim početkom projekta. Već u siječnju 1998. uprava Projetka Rastko dala je Znanstvenom društvu za slavenske umjetnosti i kulturu iz Beograda upravu nad projektom i tako dobiva novog upravitelja Dejana Ajdačića. U veljači 1998. međumrežne stranice „Projekat Rastko - Biblioteka srpske kulture na Internetu” započinju s radom.

## Aktivnosti
Glavne aktivnosti prema službenim stranicama su:
- elektronsko objavljivanje i arhiviranje građe o Srbima;
- znanstveni i kulturni simpoziji i studiji o Balkanskim kulturno-civilizacijskim integracijama;
- bilateralna i multilateralna suradnja sa zemljama u regiji i sa svijetom;
- osnivanje regionalnih središta;
- tehničko obrazovanje.

## Elektronska knjižnica
Suradnici projekta Rastko su kroz vrijeme sakupili i obradili brojne knjige, dokumente, eseje, fotografije, stripove i prebacili ih u elektronski format. Većina sadržaja je napisana na srpskom jeziku (ćirilica i latinica), ali i na engleskom i ruskom te na drugim jezicima. 

## Vanjske poveznice
- Službene stranice Projekta Rastko